# Amílcar Marques
Amílcar José de Gouveia Marques ComMAI (1917 – 1982) foi um engenheiro de minas e político português.

## Biografia
A 13 de Novembro de 1963 foi feito Comendador da Ordem Civil do Mérito Agrícola e Industrial Classe Industrial.
Ocupou o cargo de Ministro dos Transportes e Comunicações no III Governo Constitucional

## Funções governamentais exercidas
- III Governo Constitucional
  - Ministro dos Transportes e Comunicações